# Technická výchova
Technická výchova je:
1. součást výchovně-vzdělávacího procesu (činnost směřující k získání a zdokonalení schopností a vlastností člověka, a taktéž získání nových znalostí),
2. dřívější označení studijního oboru realizovaného na vysokých školách za účelem přípravy budoucích učitelů (aktuálně existuje studijní program Technika a praktické činnosti se zaměřením na vzdělávání),
3. vědní disciplína (součást pedagogiky řešící oborově didaktické problémy).

## Výchovné pojetí
Ve výchovném pojetí je technická výchova systematický, záměrný a cílevědomý proces formování osobnosti jedince tak, aby vychovávaný získal správné postoje k technice a jejímu užívání v běžném životě. Je součástí technického vzdělávání, které v celkovém rámci zaměřeno na vytváření znalostí o technice, rozvoj technické gramotnosti, technické tvořivosti a kladných postojů k technice. V této souvislosti často užíván pojem „technické myšlení“.
Realizuje se na základních školách, v tzv. obecně technických předmětech, které mohou v jednotlivých školách nést různé názvy – např. Praktické činnosti, Technika, Dílenské práce. Moderní pojetí technického vzdělávání na základních školách však akcentuje označení předmětu technika, jak uvádí kurikulární vize RVP. Na středních školách je technické vzdělávání aktuálně realizováno v rámci všeobecného základu v nedostatečné míře, v odborné složce se na vysoké kvalitativní úrovni realizuje např. v odborných předmětech jako Technické kreslení, Základy elektrotechniky nebo Mechatronika. V souvislosti se základními školami ale J. Dostál a Veena Prachagool upozorňují, že „název samotný pravděpodobně nikdy nebude přesně vystihovat to, co vše se v jeho rámci odehrává – vzdělávání, výchova; rovina znalostí o technice/artefaktech, činností s technikou, rozvoj řemeslného umu, vytváření kladného vztahu k práci jako nejvyšší lidské hodnotě, rozvoj zájmů, profesní orientace, rozvoj osobnosti žáka a další“.
V současnosti je společností předmět technika realizovaný na základních školách vnímán jako vysoce perspektivní a existují oprávněné požadavky na navýšení časové dotace pro výuku. Jednak proto, že je protiváhou k předmětům, které jednostranně kognitivně zatěžují žáka, vedle toho ale rozvíjí dovednosti uplatnitelné v každodenním životě a pozitivně přispívá k profesní orientaci. Žáci mají možnost se seznámit s podstatou technických povolání. Díky existenci předmětu technika na základních školách je možné objevovat technicky talentované děti a dále na jejich rozvoji pracovat. Proto např. ve Finsku existuje předmět Řemesla (Crafts) nebo v USA koncept STEM (Science, Technology, Engineering, Mathematics). Nejtalentovanější děti se účastní technických soutěží, např. TechnoChallenge, RoboTrip nebo TechnoCreative. Současné pojetí technického vzdělávání na základních i středních školách je genderově neutrální a nevytváří se již skupiny chlapců a dívek. Vychází se z faktu, že obě pohlaví mají shodné předpoklady pro práci s technikou.
Techniku jako vyučovací předmět není možné zaměňovat s předměty informatika, fyzika či výtvarná výchova. Každý z předmětů má zcela odlišný smysl a tomu odpovídá i učitelská příprava. Jedná se o odlišné aprobace. Technické vzdělávání a rovněž i jeho výchovná složka zahrnuje praktické činnosti s technickými materiály, kdy základem je konstruování a tvorba technických artefaktů s využitím různých materiálů (především dřevo, plasty, kovy, stavební materiály), dále robotiku, 3D technologie, laserové technologie, počítačem ovládané obrábění materiálů, elektrotechniku, elektroniku, digitální technologie, Průmysl 4.0 aj.
Pro technické vzdělávání na úrovni základních škol lze vysledovat dvě vzájemně související strategie. Jak autoři J. Dostál, A. Hašková, M. Kožuchová a kol. uvádějí, „obě směřují k osvojení činnosti žákem či k jeho kompetenci, avšak u tradiční strategie je východiskem obsahu především vlastní činnost s technikou, jde tedy zejména o bezprostřední zvládání činnosti. Použité technické objekty představují méně zásadní aspekt. Východiskem druhé, z hlediska nižších stupňů škol novější strategie je nezbytné seznámení s relativně komplikovaným technickým objektem, alespoň v míře potřebné pro následující dobré činnosti s ním.“
Pro učitele techniky a praktických činností existuje metodická podpora, která je velmi podstatná. Umožňuje učitelům získávat cennou inspiraci pro realizaci kvalitní výuky. Jako příklad lze uvést skupinu „Učitelé sobě – náměty pro výuku techniky a praktických činností na ZŠ“ nebo „TechnoMet“.
Rozvoj technické gramotnosti mladé generace neprobíhá pouze ve školách. Existují veřejné dílny, které mnohdy umožňují přístup lidem všech věkových kategorií – např. TechnoLab. Zde mohou volně tvořit a rozvíjet svoji zručnost. Veřejné dílny jsou přínosné zejména pro lidi, kteří bydlí v bytech či rodinných domech a nemají k dispozici dílnu, jak tomu bývalo dříve. Dále významnou úlohu sehrávají zájmové kroužky existující při domech dětí a mládeže a nebo i školách.

## Vzdělávací obor
V současnosti je technická výchova v kontextu rozvoje technické gramotnosti a technické tvořivosti vnímána jako již překonané pojetí, jelikož je kladen důraz i na vzdělávací složku a rozvoj znalostí. Na toto reagují i instituce připravující učitele a nově akreditují programy odpovídající nejmodernějším trendům s názvem Technika a praktické činnosti, které zajišťují vysokou uplatnitelnost absolventů. Jedná se o bakalářský a následně navazující magisterský studijní program, který má u studenta vytvořit soubor didaktických kompetencí opravňujících ho realizovat obecně-technické vzdělávání na základních a středních školách. Velký důraz je kladen na začlenění praxe již během studia. Obor připravuje pro výuku vyučovacích předmětů, tematických celků, kurzů či projektů z oblasti učiva o technice ve školských institucích poskytujících vzdělávání. Absolventi studijního oboru získávají příslušné znalosti a dovednosti v oblasti techniky a praktických činností, digitálních technologií, soudobých didaktických koncepcí a metodických přístupů k výuce technicky zaměřených vyučovacích předmětů.
Absolventi se mohou uplatnit jako učitelé povinných a volitelných vyučovacích technických a prakticko-činnostně orientovaných předmětů na školách zajišťujících nižší sekundární nebo vyšší sekundární vzdělávání (ISCED 2, ISCED 3, speciální školy, dále zejména technická lycea, střední odborná učiliště, střední odborné školy a praktické školy). Dále se mohou uplatnit jako lektoři či organizační pracovníci ve školicích institucích a sféře podnikového vzdělávání.

## Vědní disciplína
Z pohledu vědní disciplíny jsou řešeny teoretické problémy spojené s realizací odborně-technického vzdělávání na základních a středních školách. Jsou využívány výzkumné metody teoretického i empirického charakteru. Tato vědní disciplína má společenskovědní charakter. V současnosti je pro tento obor vydáván vědecko-odborný časopis Journal of Technology and Information Education a pořádány mezinárodní vědeckoodborné konference (např. Trendy ve vzdělávání: informační technologie a technika nebo DIDMATTECH).